# Basilia ferrisi
Basilia ferrisi är en tvåvingeart som beskrevs av Schuurmans Stekhoven 1931. Basilia ferrisi ingår i släktet Basilia och familjen lusflugor.
Artens utbredningsområde är Costa Rica. Inga underarter finns listade i Catalogue of Life.